# Boris Tišin
Boris Ivanovič Tišin (in russo Бори́с Ива́нович Ти́шин?; 2 gennaio 1929 – 28 agosto 1980) è stato un pugile sovietico.

## Palmarès

### Olimpiadi
- 1 medaglia:
  - 1 bronzo (Helsinki 1952 nei pesi superwelter)